# Harvey Barnes
Harvey Lewis Barnes (ur. 9 grudnia 1997 w Burnley) – angielski piłkarz występujący na pozycji pomocnika w angielskim klubie Newcastle United.